# ヴォルカメリア属
ヴォルカメリア属（学名 : Volkameria L.）は、被子植物で、シソ科の植物である。熱帯地方のあらゆる地域に生育している。多くは、沿岸にて生育している。
ヴォルカメリア属の植物は、ほとんどが低木、またはつる植物である。香りの良い花を咲かせる。果実は成熟すると黒や茶色に色づき、中には種子が4個ある。
Volkameria aculeata と Volkameria glabraは、熱帯の観賞植物として栽培されている 。Volkameria heterophyllaは、栽培品種として栽培されている。 イボタクサギ（クサギ属ともする）は、 砂防として植えられている。

## 主な種
ヴォルカメリア属に属する主な種
1. Volkameria acerbiana Vis.
2. Volkameria aculeata L.
3. Volkameria aggregata (Gürke) Mabb. & Y.W.Yuan
4. Volkameria eriophylla (Gürke) Mabb. & Y.W.Yuan
5. Volkameria glabra (E.Mey.) Mabb. & Y.W.Yuan
6. Volkameria heterophylla Poir.
7. Volkameria inermis L. - イボタクサギ
8. Volkameria ligustrina Jacq.
9. Volkameria mollis (Kunth) Mabb. & Y.W.Yuan
10. Volkameria pittieri (Moldenke) Mabb. & Y.W.Yuan

## 歴史
ヴォルカメリア属は1753 年にリンネによって命名された 。オックスフォード英語辞典によると、ヴォルカメリア属は、ドイツの植物学者であるJohann Georg Volckamer (1616年 - 1693年)にちなんで命名されたとされるが、他の資料では、彼の息子であるJohann Georg Volckamer, the Younger (1662年 - 1744年)、あるいは、別のドイツの植物学者であるJohann Christoph Volkamer(1644年 - 1720年)にちなんだとされる。
1895年、John Isaac Briquetは、クサギ属を幅広く定義し、それによりヴォルカメリア属は、ロテカ属、オヴィデダ属とともにクサギ属に含まれた。
2010年、分子系統学のDNA分析により、ヴォルカメリア属のクサギ属からの再分離が提案されている。

## 画像

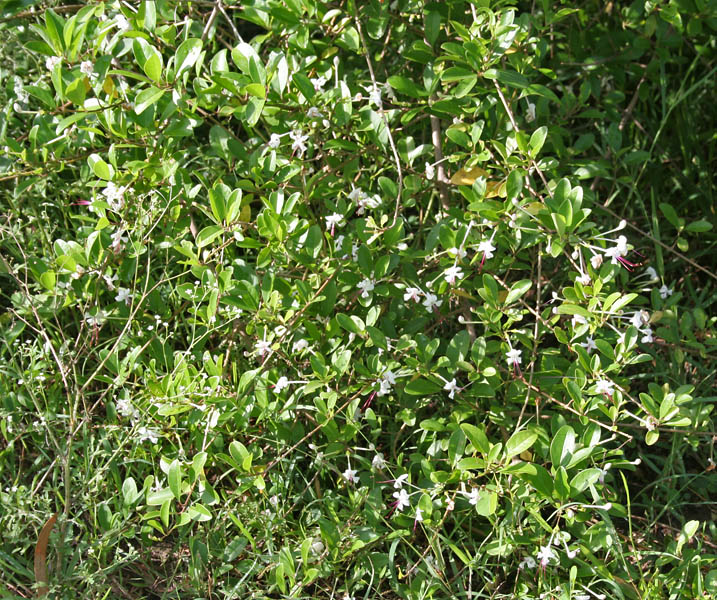
イボタクサギ - インドハイデラバードにて
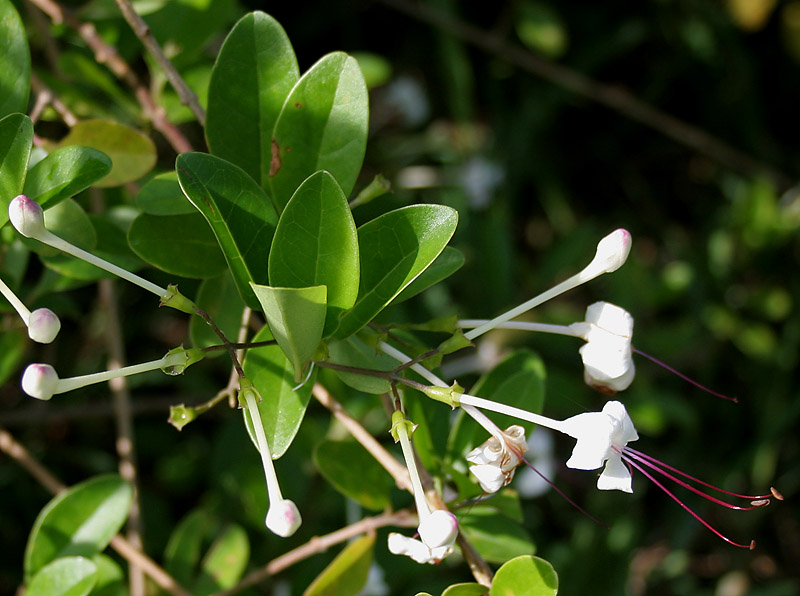
イボタクサギ - インド ハイデラバードにて
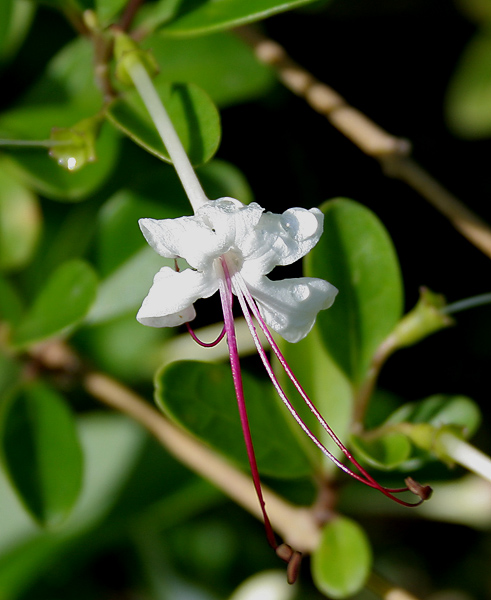
イボタクサギ - インド ハイデラバードにて